# Травматичний пістолет

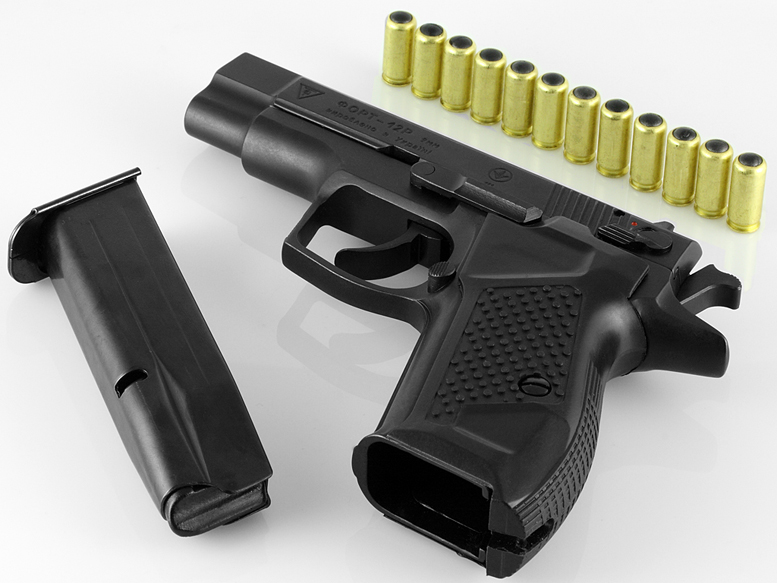
Травматичний пістолет Форт-12Р

Травматичний пістолет — ручна короткоствольна самозарядна (напівавтоматична) вогнепальна або газова зброя, призначена зазвичай для самооборони на малій відстані (до 3-5 метрів). Травматичні пістолети можуть бути як без обмежників усередині каналу ствола (службові, спецзасоби), так і з обмежниками (газова зброя з можливістю пострілу патроном з гумовою кулею), що перешкоджають пострілу не еластичною кулею.
Травматичні пістолети відносять до зброї несмертельної дії (NLW — англ. Non-lethal weapon). Травматичні пістолети можуть як розроблятися з нуля, так і створюватися в процесі конверсії на базі бойової зброї.

## Історія
Перший в світі травматичний пістолет був створений в 1998 р. на замовлення СП «Шмайсер» (м. Вишневе Київської області) Соблєвим І. Ю. з групою розробників[джерело?]. Розробка, розпочата ще в 1997 році, була підтверджена патентом України № 31019А від 01.07.1998 року. Оскільки вогнепальна зброя взагалі, а даний тип зокрема, існує тільки в комплексі з патроном, то розробка патрона, а потім і його виробництво проводилось спільно з НВП «Еколог» (м. Київ) під керівництвом його директора Белаша М. П. Згодом у 2000 році, після демонстрації серійних зразків пістолета AE-790G на виставці «Інтерполітех-2000» в Москві, на замовлення силових структур РФ в їх адресу була відправлена партія патронів «Терен-3П». Ця партія патронів виробництва НВП «Еколог» і послугувала основою для розробки травматичного автоматичного варіанта пістолета-кулемета «Бізон».
До цього існування автоматичної зброї з «гумовою кулею» заперечувалось всіма спеціалістами. Російський журнал «РУЖЬЁ» В № 3/4 ЗА 1996 рік писав: рос. "Стрельба специальными боеприпасами с резиновой дробью и пулями может вестись из любого гладкоствольного оружия 12 калибра, за исключением автоматического поскольку импульса отдачи и давления пороховых газов будет недостаточно для функционирования автоматики."
І дійсно, до 1998 року, коли І. Ю. Соболевим були розроблені такі умови функціонування і реалізовані в серійному пістолеті AE-790G, така зброя була невідома в світі. Тому на виконання Постанови Кабміну України № 829 від 04.08.1997 МВС України розпочало дослідну експлуатацію цього пістолету (Розпорядження № 209 від 06.10.1998р,). При постановці на озброєння до МВС України, а також в технічних умовах існувала обов'язкова умова: тільки для правоохоронних органів. Це означало, що зброя не має деяких криміналістичних ознак: куля, на якій відсутні сліди від ствола, що не дозволяють її однозначно ідентифікувати з власником при занесені в кулегільзотеку. Тобто, цивільний обіг такої зброї має бути суворо обмеженим.
До того ж, точність кулевих попадань снаряду з травматичного пістолета, що має форму кулі і виходить з гладкого ствола обмежена: на відстані до 7 м в коло 50 мм (для пістолета AE-790G). Але наступні за пістолетом AE-790G вироблені зразки пістолетів не мали навіть таких показників. І це означає підвищену небезпеку застосувань, тяжкі і смертельні поранення, — навіть для тренованих і сертифікованих на таку зброю співробітників правоохоронних органів.
Травматичні пістолети доступні в офіційному продажі в Україні відокремлені від звичайної зброї та виведені в окремий клас — «пристрої для відстрілу патронів несмертельної дії, споряджених гумовими або аналогічними за своїми властивостями метальними снарядами».
Згідно з наказом МВС № 379ДСК від 13.06.2000 право на придбання засобів активної оборони в Україні (пістолетів і револьверів для стрілянини гумовими кулями) мають працівники суду, правоохоронних органів і їх близькі родичі, а також особи, що беруть участь у кримінальному судочинстві, журналісти й позаштатні журналісти, депутати України, члени суспільних формувань з охорони громадського порядку й державного кордону, військовослужбовці, крім тих, хто проходить строкову військову службу, державні службовці, які мають категорії й ранги.